# Ashton Sanders
Ashton Durrand Sanders (Carson, 24 ottobre 1995) è un attore statunitense.
È noto soprattutto per la sua interpretazione di Teen Chiron nel film vincitore del premio Oscar, Moonlight (2016).

## Biografia
Sanders è nato a Carson, in California. Ha frequentato la Grand Arts High School di Downtown Los Angeles, dalla quale si è laureato nel 2013. Stava studiando per un BFA presso la Theatre School della DePaul University, prima di partire dopo tre anni nel 2016 per concentrarsi sulla sua carriera di attore.
Nel 2013 ha fatto il suo debutto cinematografico con The Retrieval, mentre un anno prima aveva preso parte al cortometraggio Making Possibilities. Successivamente ha avuto un ruolo minore nel 2015 nel film Straight Outta Compton, per poi essere protagonista nella pluripremiata pellicola Moonlight, interpretando il protagonista Chiron da adolescente. La sua performance è stata apprezzata dalla critica. Nel 2018 ha recitato con Denzel Washington nel secondo capitolo del film The Equalizer, mentre l'anno dopo è il protagonista del film Captive State, collaborando con attori del calibro di John Goodman e Vera Farmiga. Nel 2020 interpreta Jahkor nel film drammatico Netflix All Day and a Night.

## Filmografia

### Cinema
- The Retrieval, regia di Chris Eska (2013)
- Straight Outta Compton, regia di F. Gary Gray (2015)
- Moonlight, regia di Barry Jenkins (2016)
- We Home, regia di Rayka Zehtabchi (2016)
- The Last Virgin in LA, regia di Zane Rubin (2016)
- Dead Women Walking, regia di Hagar Ben-Asher (2018)
- The Equalizer 2 - Senza perdono, regia di Antoine Fuqua (2019)
- Native Son, regia di Rashid Johnson (2019)
- Captive State, regia di Rupert Wyatt (2019)
- All Day and a Night, regia di Joe Robert Cole (2020)
- Judas and the Black Messiah, regia di Shaka King (2021)
- Whitney - Una voce diventata leggenda, regia di Kasi Lemmons (2022)

### Televisione
- The Skinny - miniserie TV, episodio 1x03 (2016)
- Wu-Tang: An American Saga - Serie TV, 30 episodi (2019-2023)

### Cortometraggi
- Making Possibilities, regia di Rohan Shand (2012)

### Doppiaggio
- La famiglia Proud: Più forte e orgogliosa (The Proud Family: Louder and Prouder) - serie animata, episodio 7 (2022)

## Doppiatori italiani
Nelle versioni in italiano delle opere in cui ha recitato, Ashton Sanders è stato doppiato da:
- Federico Bebi in The Equalizer 2 - Senza perdono, Whitney: una voce diventata leggenda
- Manuel Meli in Captive State, Wu-Tang: An American Saga
- Alex Polidori in Judas and the Black Messiah
- Stefano Broccoletti in Moonlight
- Stefano Sperduti in All Day and a Night